# オッド・フューチャー・レコード
オッド・フューチャー・レコード（英語：Odd Future Records）は、アメリカ合衆国カリフォルニア州ロサンゼルスに拠点を置く、インディーズヒップホップ系レーベルである。2011年に、ラッパーのタイラー・ザ・クリエイターが創設した。ソニー・ミュージック傘下のレーベルである。

## 概要

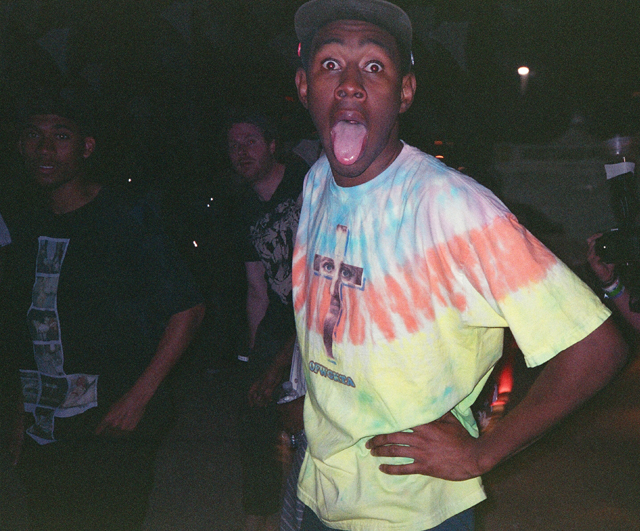
レーベル主宰者のTyler, the Creator

Odd Future Recordsは、Odd FutureのメンバーであるTyler, the Creatorによって2011年4月に設立された。Odd Futureのメンバーが主に契約しているが、Earl SweatshirtとFrank Oceanは契約しなかった。2012年にハードコア・パンクバンドのTrash Talkがレーベルと契約した。

## アーティスト

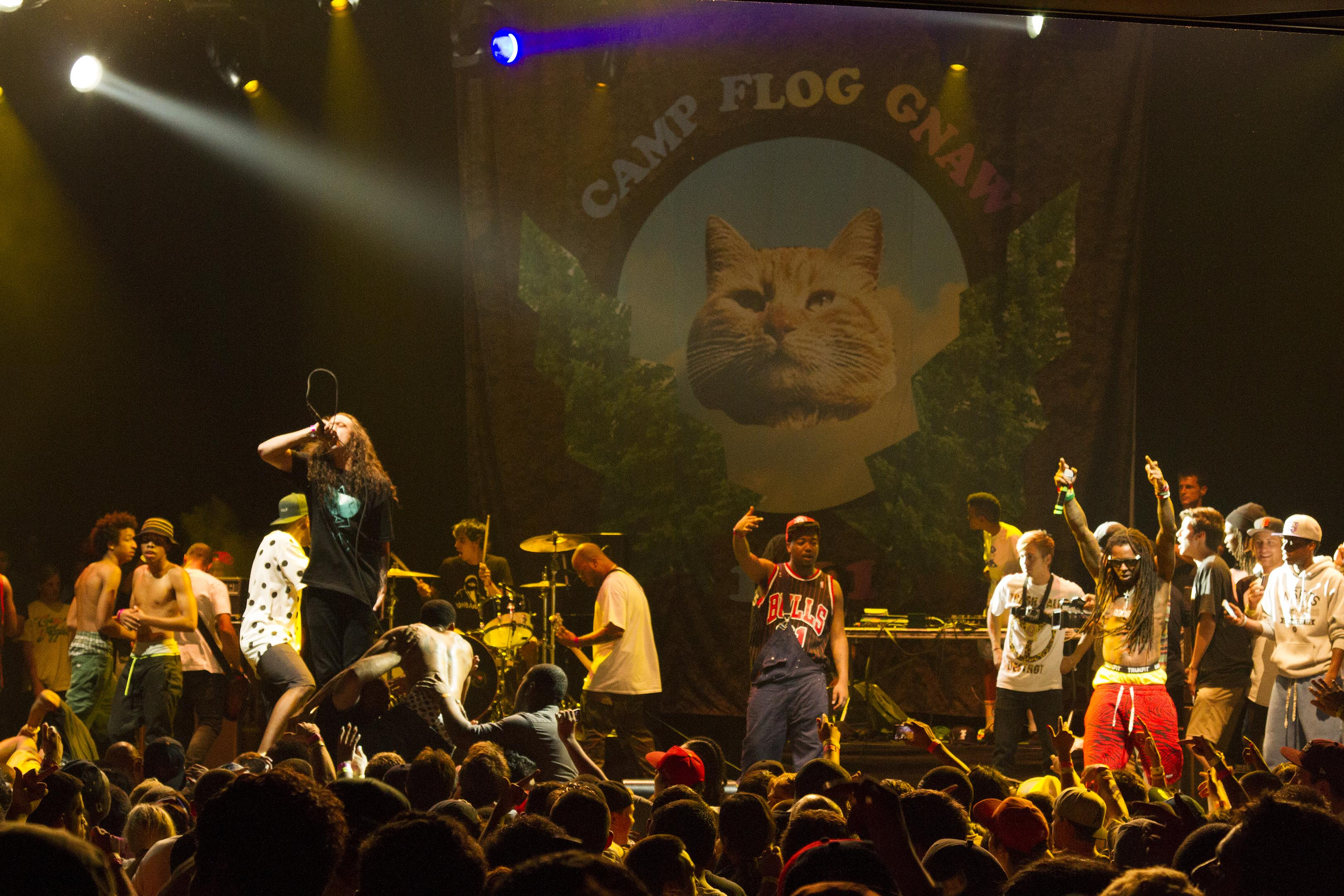
Odd Future

過去のアーティストを含む

### ソロ
- アール・スウェットシャツ
- シド・ザ・キッド
- タイラー・ザ・クリエイター
- ドモ・ジェネシス
- ハル・ウィリアムズ
- ホッジー・ビーツ
- フランク・オーシャン
- マイク・G
- マット・マーシャンズ
- レフト・ブレイン

### グループ
- アールウルフ
- ジ・インターネット
- スウェッティ・マーシャンズ
- ジ・ジェット・エイジ・オブ・トゥモロー
- メロウハイプ
- メロウハイ
- トラッシュ・トーク